# Espírito animal
Espírito animal (em inglês, animal spirits) é o termo que John Maynard Keynes usou em seu livro de 1936 The General Theory of Employment, Interest and Money para descrever emoções que influenciam o comportamento humano e podem ser medidas em termos de confiança do consumidor. A confiança também é produziada por espíritos animais. Vários artigos e pelo menos dois livros focados no assunto foram publicados em 2008 e 2009 como parte do ressurgimento keynesiano.
A passagem original de Keynes diz: 
Mesmo posta de lado a instabilidade devida à especulação, há instabilidade devida à característica da natureza humana de que uma grande proporção de nossas atividades positivas depende mais de otimismo espontâneo do que de expectativas matemáticas, sejam morais ou hedonísticas ou econômicas. A maioria, provavelmente, de nossas decisões de fazer algo positivo, as completas consequencias das quais serão delineados vários dias que virão, só podem ser tomadas por resultado de espíritos animais - um impulso espontâneo para a ação, ao invés da inação, e não como consequencia de uma pensada média de benefícios multiplicada pelas probabilidades quantitativas.
Keynes parece se referir ao termo de David Hume para motivação espontânea. O termo mesmo é tirado do latim spiritus animales, que pode ser interpretado como espírito (ou fluido) que move o pensamento, a emoção e a ação humanos.